# シャクジョウソウ属
シャクジョウソウ属（シャクジョウソウぞく、学名：Monotropa 、漢字表記：錫杖草属）はツツジ科の属の1つ。
古い分類体系である新エングラー体系では、イチヤクソウ科に分類され、クロンキスト体系ではシャクジョウソウ科に分割された。

## 特徴
腐生生活をおくる多年草。葉緑体をもたず、植物体は白色または淡黄褐色。高さは10 - 30センチメートル (cm) で、地下に根がからまった地下茎をもち、1-数個の地上茎をだす。茎は直立し、分枝しないで、鱗片葉に包まれる。茎先に1-15個の花を下向きにつける。萼片は長楕円形または倒卵状長楕円形で、縁に不規則な歯牙がある。花弁は萼片よりやや長く、長楕円形で、内面外面ともに毛が密生し、先端に不規則な歯牙がある。雄蕊は10(6-12)個で、葯は2室あり、水平または平行に並ぶ。子房は3-5室で、3-5条の胎座が中軸にあり、各胎座が2裂し多数の胚珠がつく。花柱は円柱形となり、先端が広がって柱頭になる。果実は蒴果で、上向きにつき、広楕円形で3-5室からなる。種子は小さく、球状になり、両端に細い翼をもつ。
世界に3-4種知られ、日本には2種分布する。
1960年、スウェーデンの生物学者エリク・ビヨークマンが、菌類（菌根菌）とシャクジョウソウ属植物の結びつきを発見し、この植物の生長メカニズムを解明した。この菌類は宿主のマツの根の周りで生育しており、マツが光合成で生成した糖分を得ながら生活し、その糖分の一部をシャクジョウソウ属に分けていることも明らかにしている。

## 種
- シャクジョウソウ Monotropa hypopitys L. - 日本の北海道・本州・四国・九州の他、アジア、北アメリカ、ヨーロッパの温帯に広く分布する[3]。
- ギンリョウソウモドキ Monotropa uniflora L. - 日本の本州・四国・九州の他、東アジア、北アメリカの温帯に広く分布する[3]。

## ギャラリー
- シャクジョウソウ
- ギンリョウソウモドキ